# 美娘寶螺
美娘寶螺（学名：Cypraea saulae）为寶螺科寶螺屬下的一个种。